# Senecio sarracenicus
Senecio sarracenicus (жовтозілля прирічкове або жовтозілля надрічкове як Senecio fluviatilis — вид рослин з родини айстрових (Asteraceae), поширений у Європі й західній Азії.

## Опис
Багаторічна трав'яниста рослина 100–175 см заввишки. Листки еліптично-ланцетні або широколанцетні, загострені, нерівно-пилчасті, з загнутими догори зубчиками; нижні — звужені в короткий черешок, стеблові — сидячі. Кошики (квіткові голови) 4 мм шириною, в щиткоподібній волоті. Язичкових квіток 6–8, яскраво-жовті. Сім'янки довгасті, 4–4.5 мм завдовжки, голі, чубок в 1.5–2 рази довший від сім'янки. Стебло без гілки, жолобчате, волохате, від зеленого до червонувато-коричневого, дерев'янисте при основі.

## Поширення
Поширений у Європі й західній Азії.
В Україні вид зростає на луках, берегах річок і струмків, у болотистих чагарниках — Закарпатська обл. (Рахівський р-н, смт Ясіня; Ужгородський р-н, с. Цегловка), в Лісостепу і Степу.

## Галерея

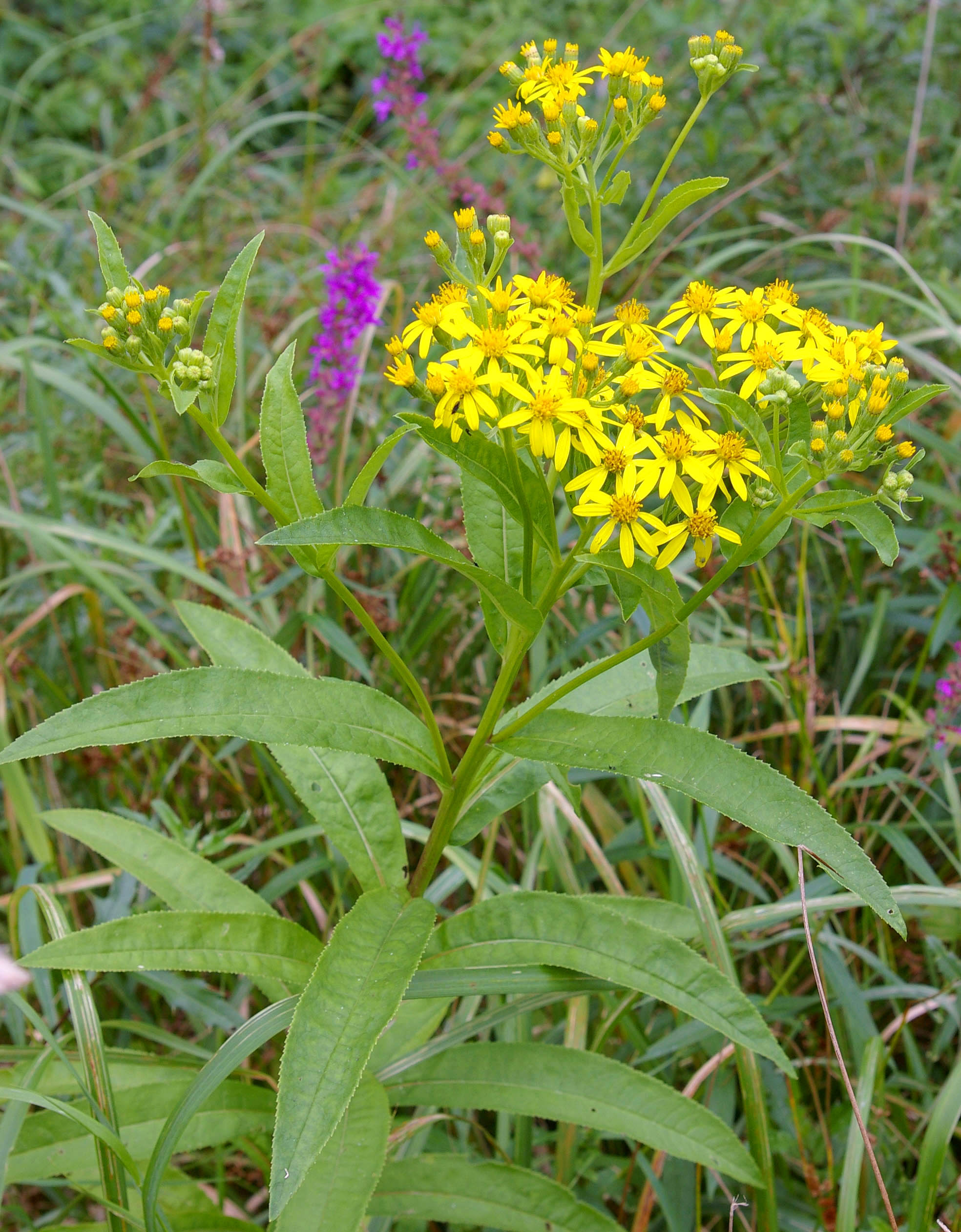
рослина
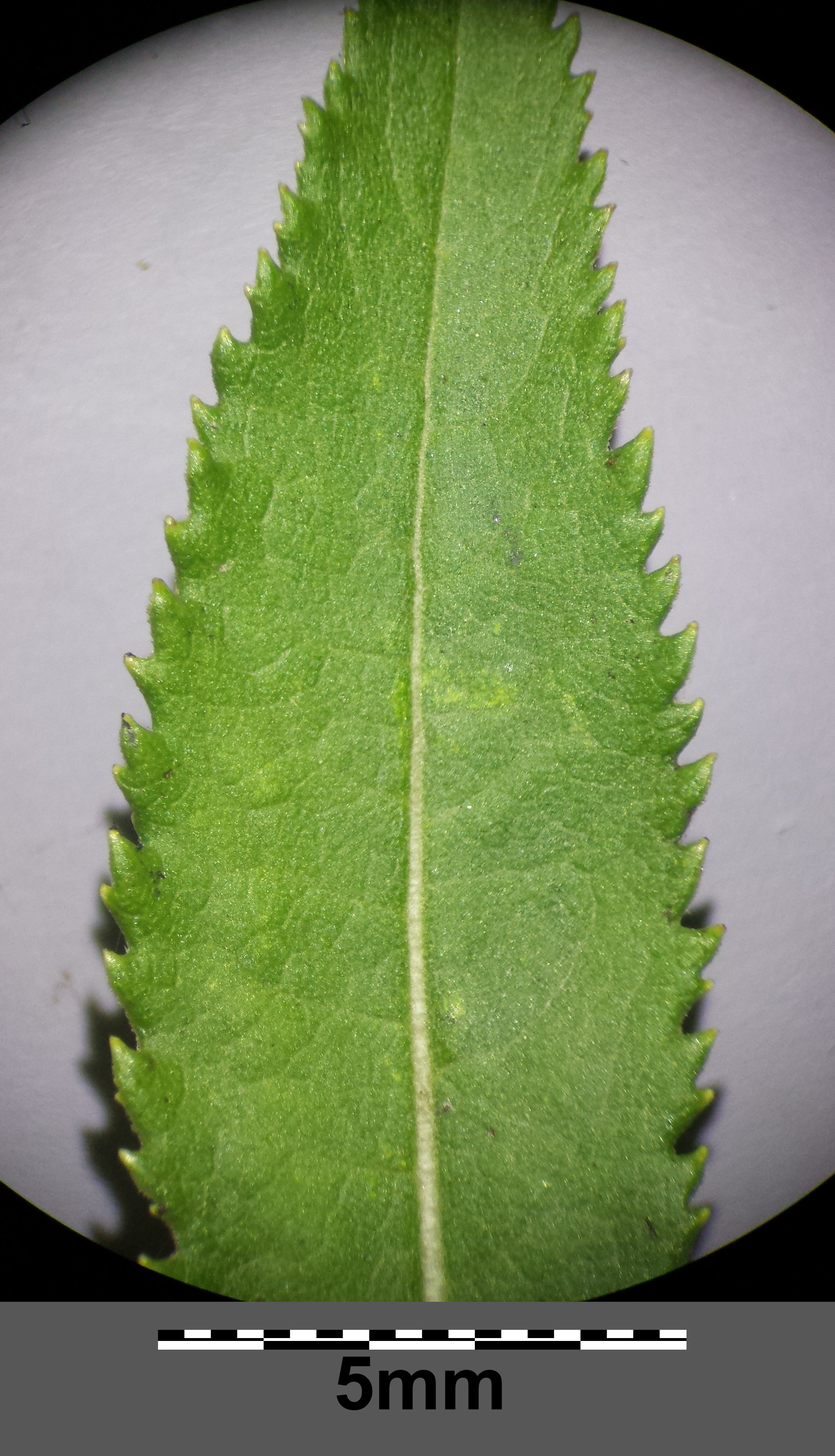
листок
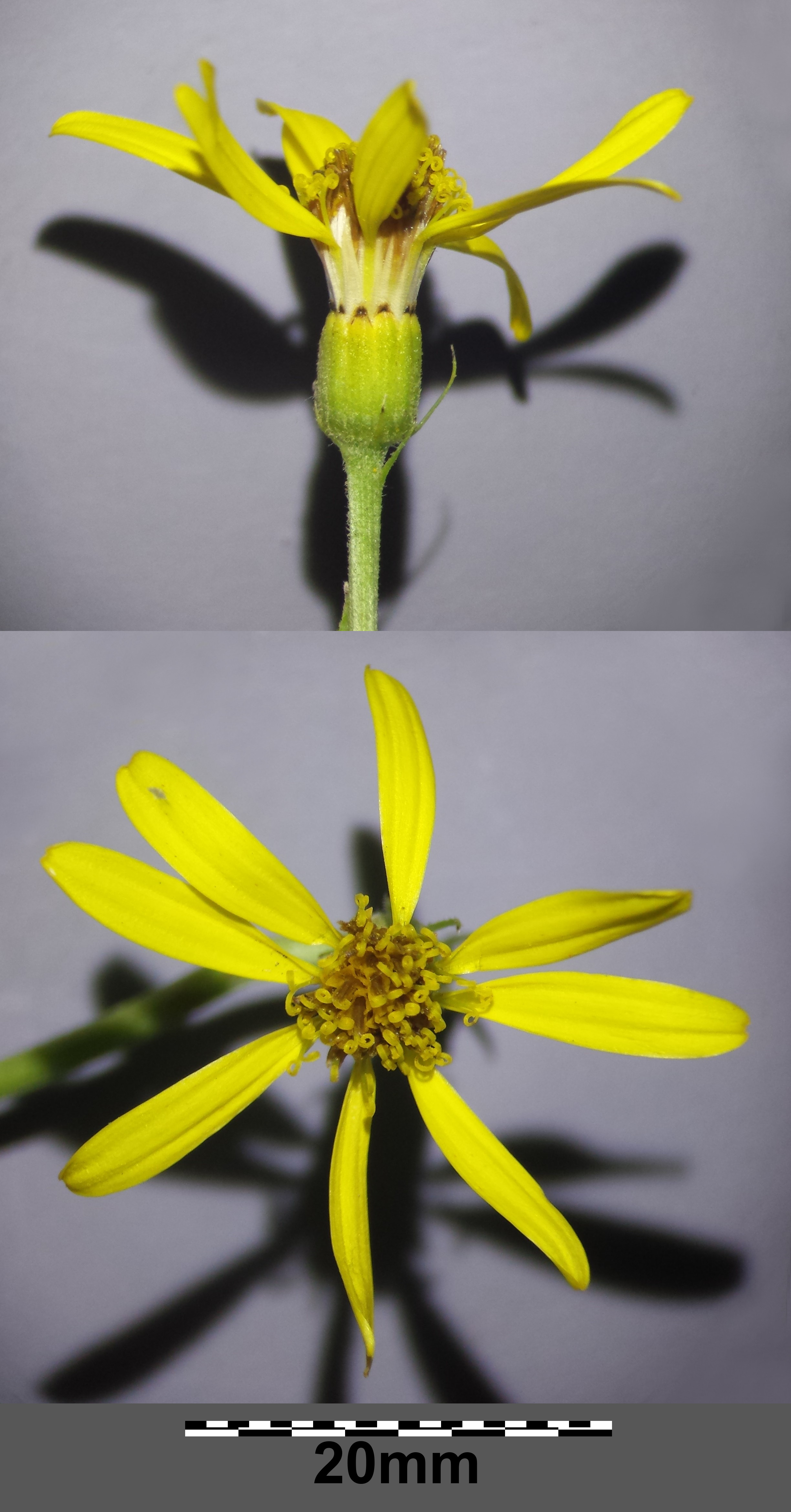
квіткова голова
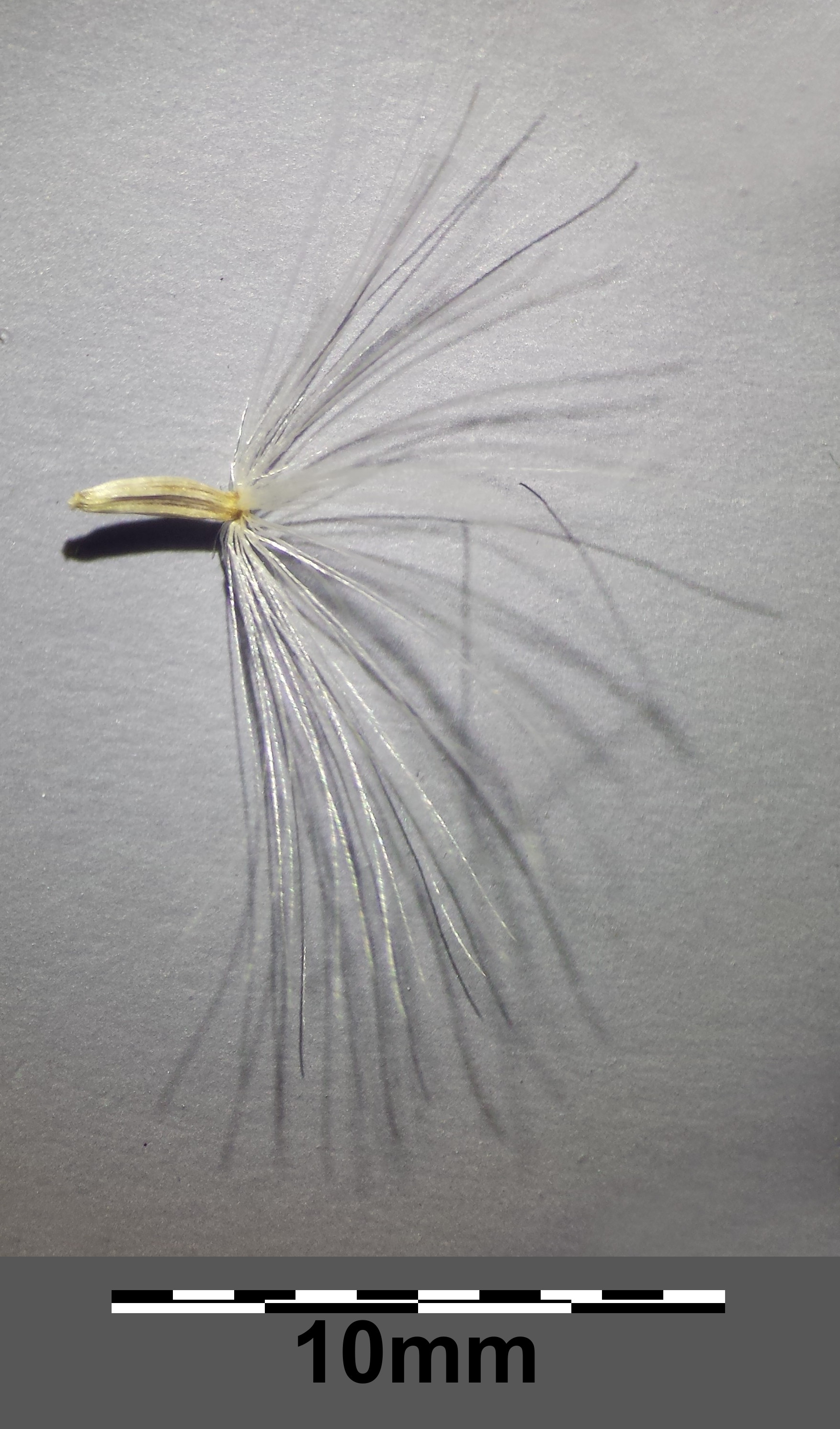
сім'янка з папусом
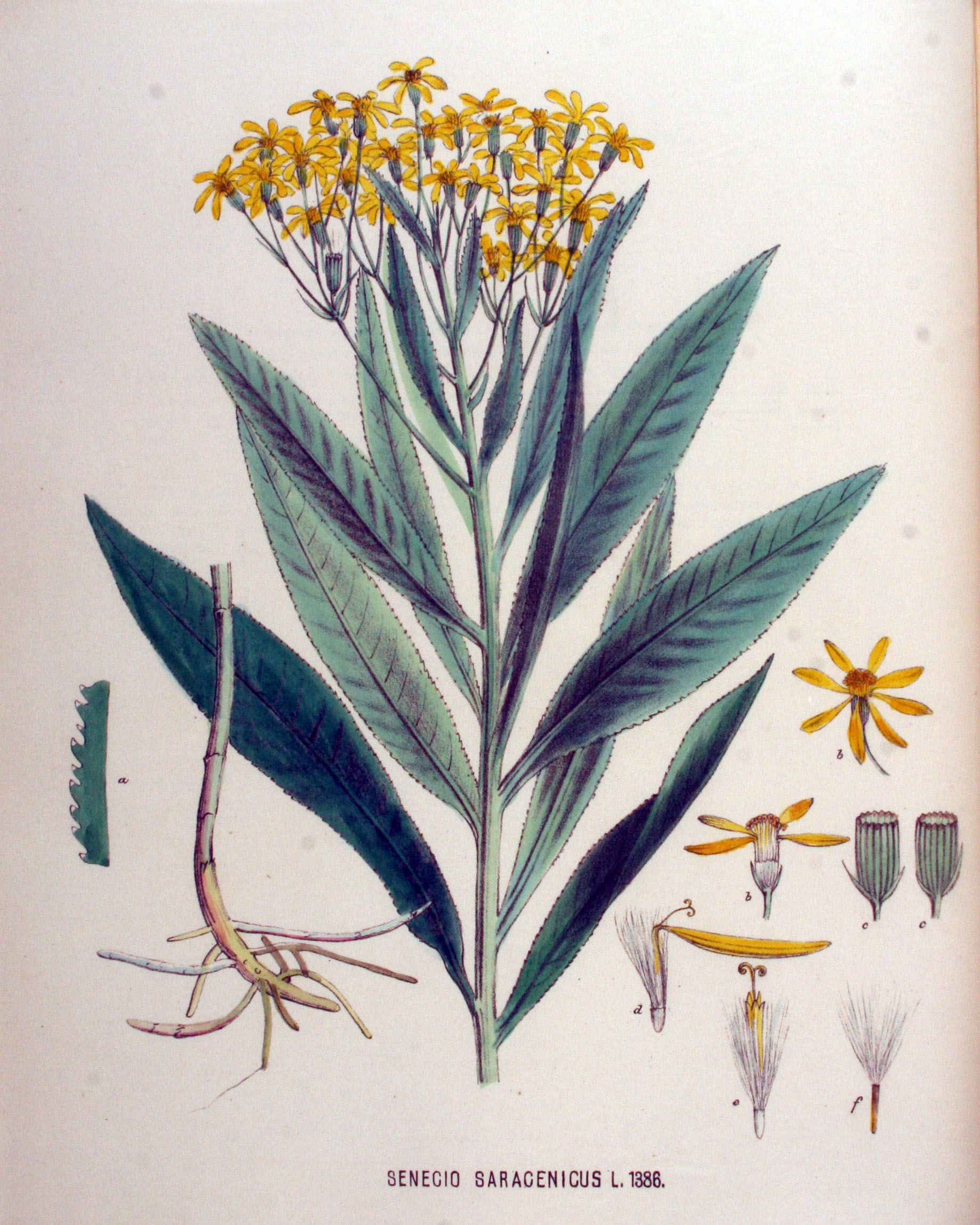
ілюстрація